# پدرو ایبارا
پدرو ایبارا (اسپانیایی: Pedro Ibarra‎؛ زادهٔ ۱۱ سپتامبر ۱۹۸۵) بازیکن هاکی روی چمن اهل آرژانتین است که در مسابقات کشوری و بین‌المللی در مجموع برندهٔ 6 مدال طلا، 1 مدال نقره، 1 مدال برنز شده‌است.